# یلوه سینه‌خاکستری
یلوه سینه‌خاکستری (نام علمی: Laterallus exilis) نام یک گونه از سرده یلوه‌های کوچک است.